# Kościół Chrystusa Króla w Spalonej
Kościół Chrystusa Króla – rzymskokatolicki kościół filialny należący do parafii Najświętszego Serca Pana Jezusa w Kunicach w dekanacie prochowickim diecezji legnickiej.

## Architektura
Kościół wzmiankowany w 1287 i 1335 r. Był wzniesiony na przełomie XV i XVI w., przebudowany w 1725 i 1781 r. oraz w połowie XIX w., restaurowany w latach 1964–1965. Orientowany, murowany, jednonawowy, założony na rzucie prostokąta z niesymetrycznie wyodrębnionym dwuprzęsłowym prezbiterium, dobudowaną doń zakrystią oraz kruchtą przy nawie i wieży. Dach dwuspadowy ceramiczny, w wieży ostrołukowy, kamienny portal, górna kondygnacja wieży drewniana, szalowana deskami, hełm wieży o pokroju cebulastym. Prezbiterium przekrywa dwuprzęsłowe sklepienie żaglaste, a kaplicę kolebka z lunetami.

## Wyposażenie
We wnętrzu zachowały się kamienna chrzcielnica z płaskorzeźbionymi kartuszami z herbami: Wenzela von Rotkirch (zm.  1597) i Anny B(P)usch i datą 1584 na czaszy, renesansowa drewniana i polichromowana ambona z 1607, barokowy drewniany ołtarz główny z końca XVIII w. oraz późnorenesansowe empory, malowany plafon nad nawą z 1725 oraz szereg całopostaciowych płyt nagrobnych z lat 1516–1517; przyścienny grobowiec z 1727 i epitafium barokowe z 1747 rodziny von Richthofen, zawierające kartusze z trzema herbami, von: Richthofen (L), Heintze (Ś), Reibnitz (P).

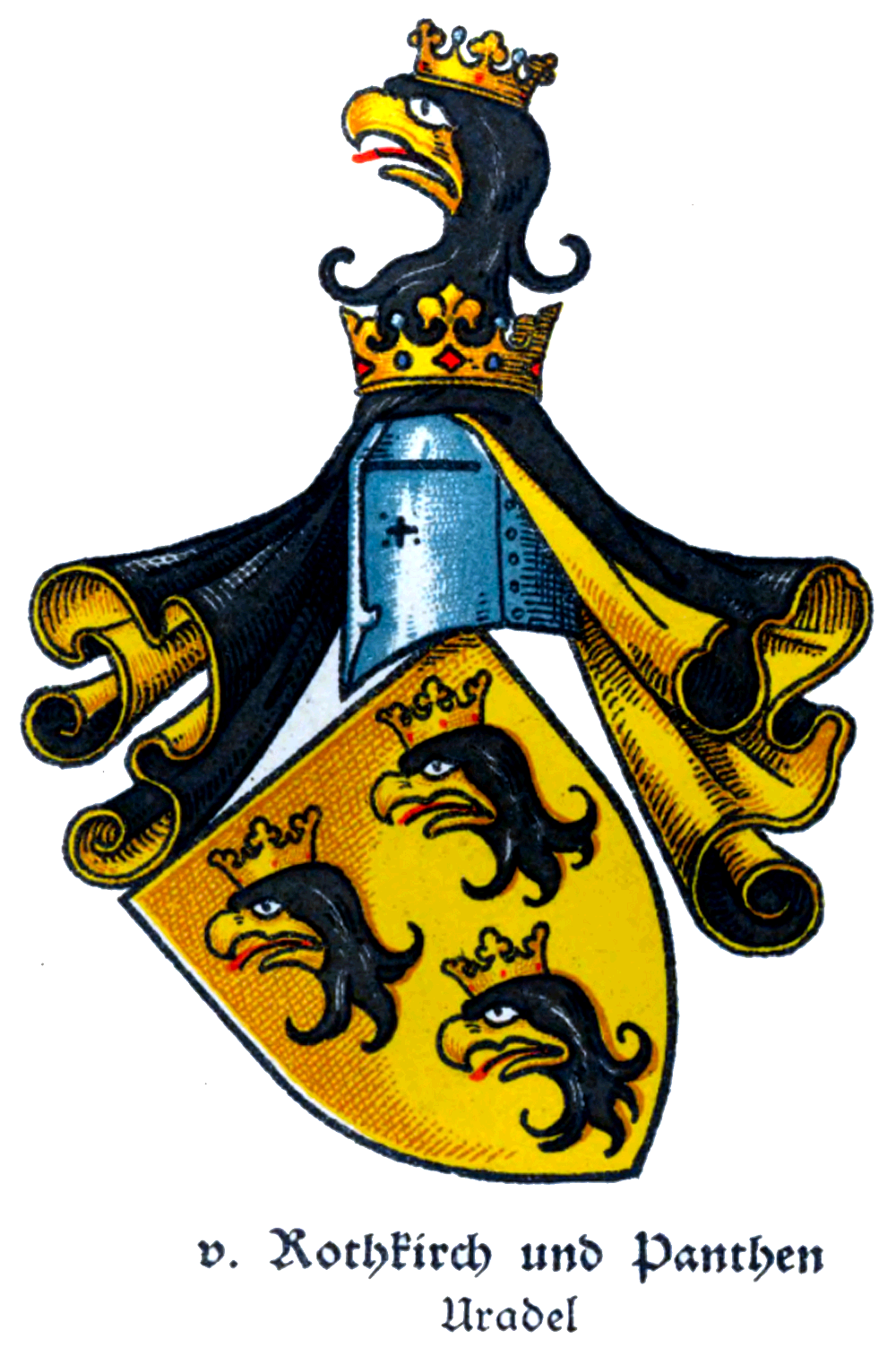
Herb von Rothkirch
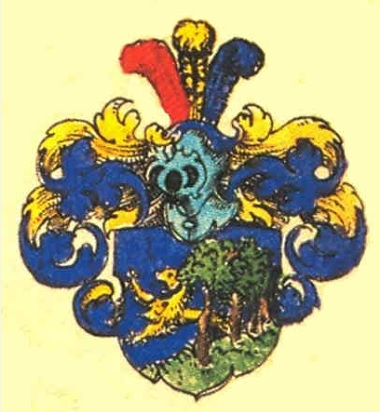
Herb von Busch
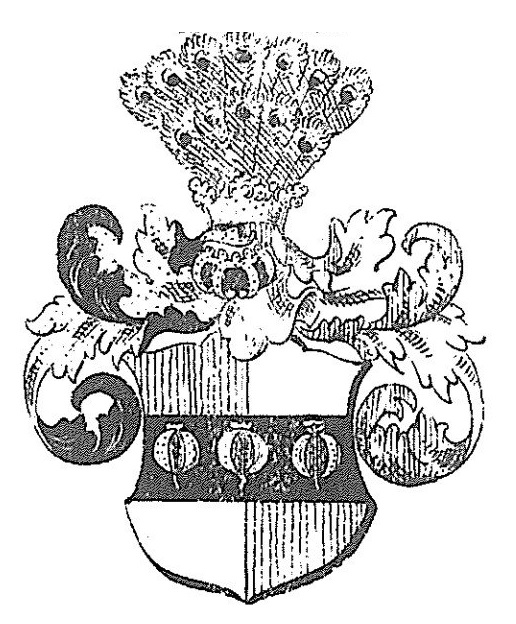
Herb von Heintze
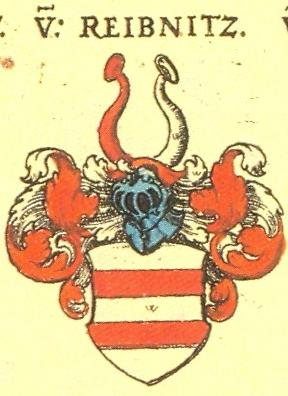
Herb von Reibnitz